# Фірвальдштеттське озеро
Фі́рвальдште́ттське озеро (з нім. Vierwaldstättersee — «озеро чотирьох лісових кантонів») або Люце́рнське озеро — судноплавне озеро біля підніжжя Альп, в центральній частині Швейцарії; через озеро протікає річка Ройс (притока річки Ааре); головні міста — Люцерн.

## Назва
Назва пов'язана з тим, що раніше на берегах озера розташовувалися чотири кантони: Урі, Швіц, Унтервальден і Люцерн. Пізніше кантон Унтервальден був розділений на два кантони (Обвальден та Нідвальден), але назва озера не змінилася.

## Географія
Озеро оточене горами й тому мальовниче. Біля берегів озера розташовуються відомі гори Пілатус і Рігі. Озеро складається з чотирьох басейнів, з'єднаних вузькими протоками. Котловина озера була створена древніми льодовиками, які спускалися з гір. Площа дзеркала озера складає бл. 114 км², глибина до 214 м.

## Гідрологія
Через озеро протікає річка Ройс (нім. Reuss), притока Ааре (нім. Aare, фр. Aar), таким чином озеро є протічним. Літом рівень води в озері підвищується (±1 м) через танення гірських льодовиків. Вода в озері прозора, блакитного кольору. Літом вода прогрівається до 18—20 градусів.

## Культурна історія

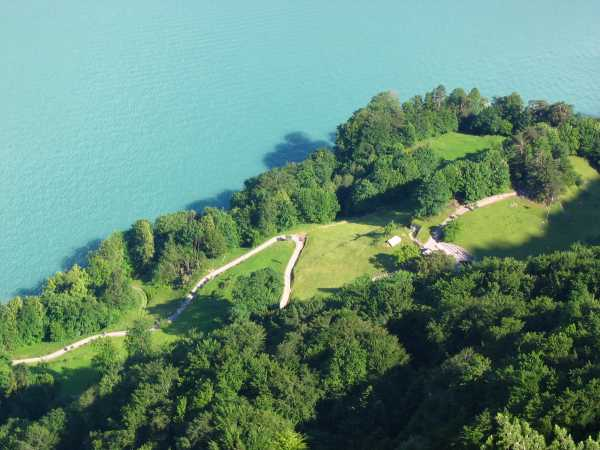
Галявина Рютлі

Околиці Фірвальдштеттського озера — колиска Швейцарії. Тут розміщуються три перші кантони Швейцарії — Урі, Швіц й Унтервальден. Відповідно до швейцарського національного міфу, присяжний союз трьох кантонів було укладено 1 серпня 1291 року на галявині Рютлі біля берегів озера (Клятва на Рютлі).

## Судноплавство
Озеро судноплавне, регулярні пасажирські перевезення здійснюються пароплавством «Schifffahrtsgesellschaft des Vierwaldstättersees». До складу його флоту входять п'ять колісних пароплавів, побудованих на початку XX століття, і п'ятнадцять сучасніших теплоходів. Окрім регулярних рейсів, «Schifffahrtsgesellschaft des Vierwaldstättersees» виконує водні прогулянки-круїзи. На озері діє декілька невеликих фірм, які проводять водні прогулянки.
На озері діє одна автомобільна поромна переправа, між Бекенрідом і Герзау. Оператор порома — «Autofähre Beckenried-Gersau».

## Галерея

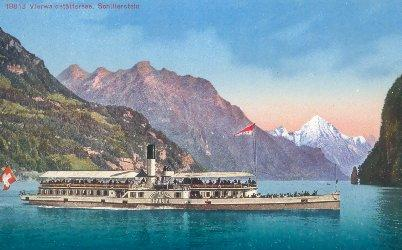
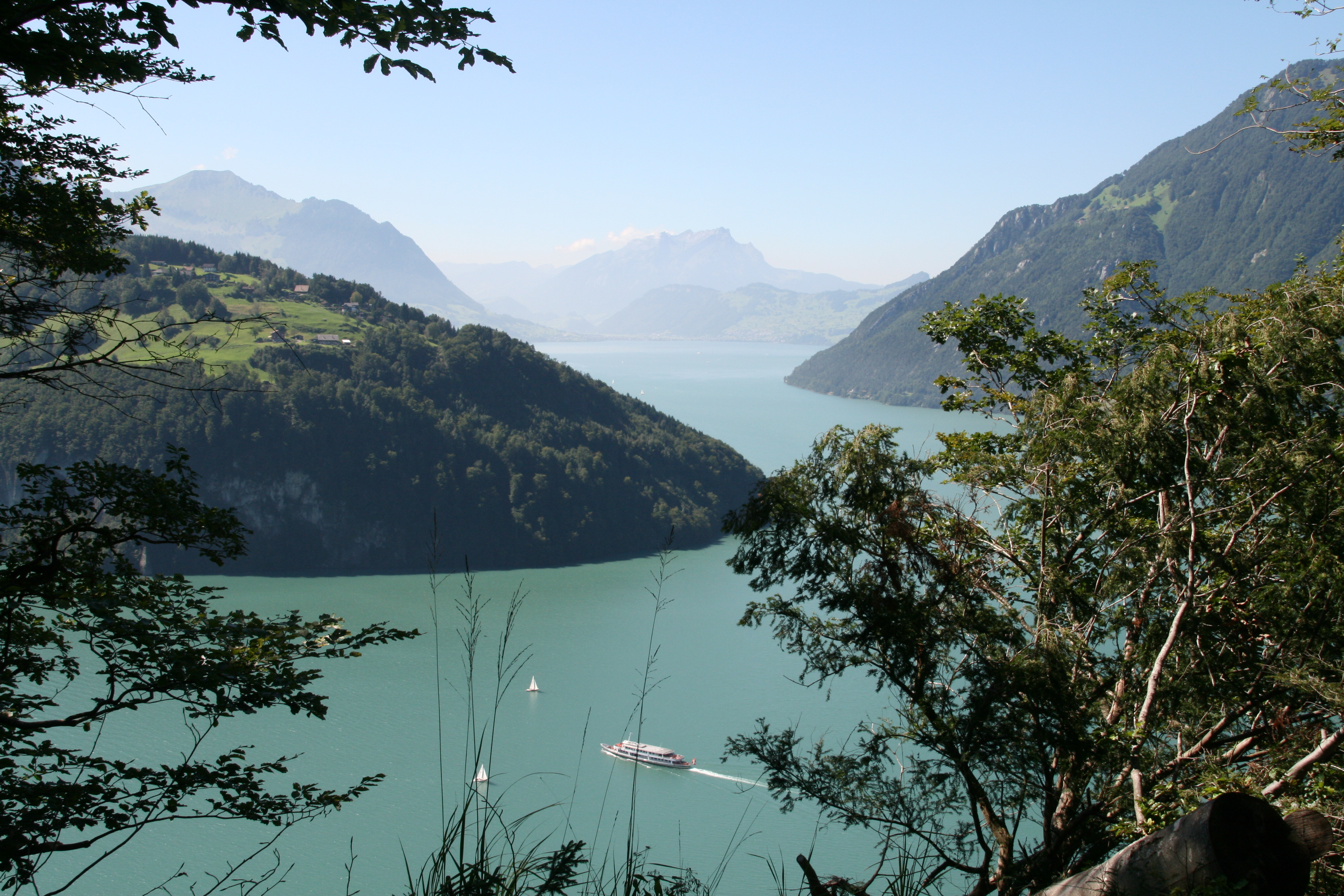
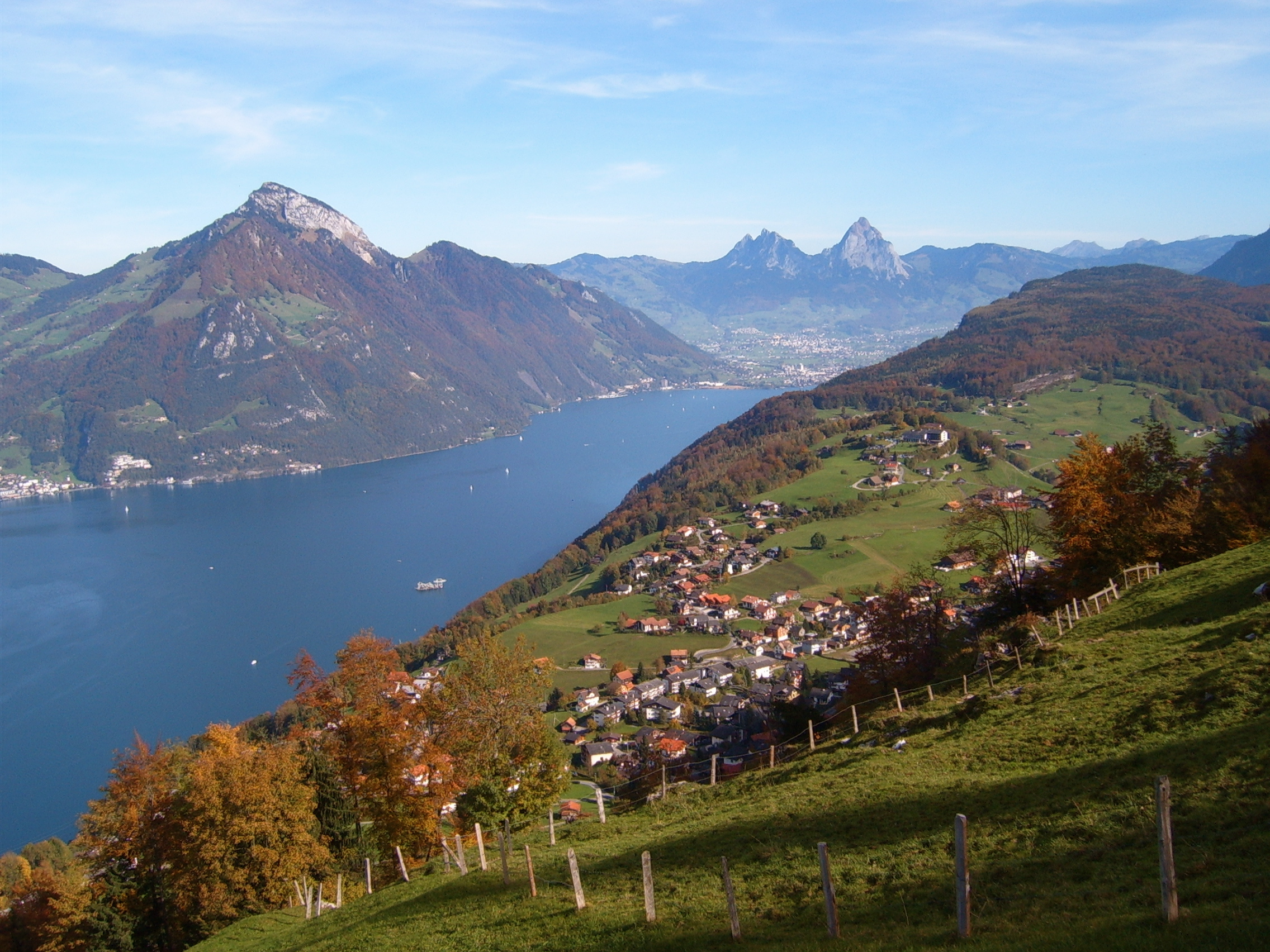
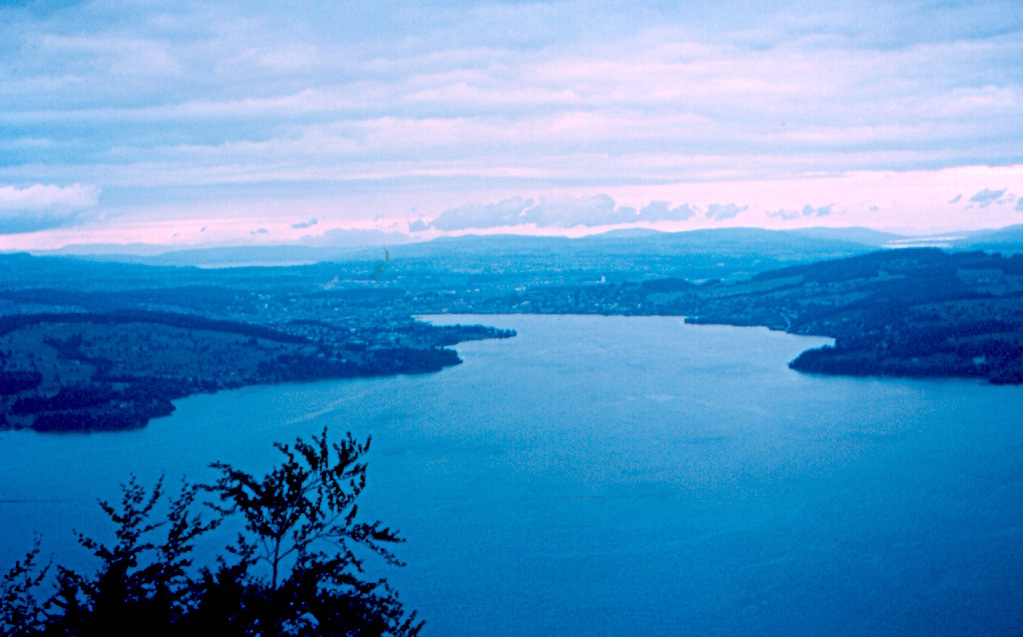
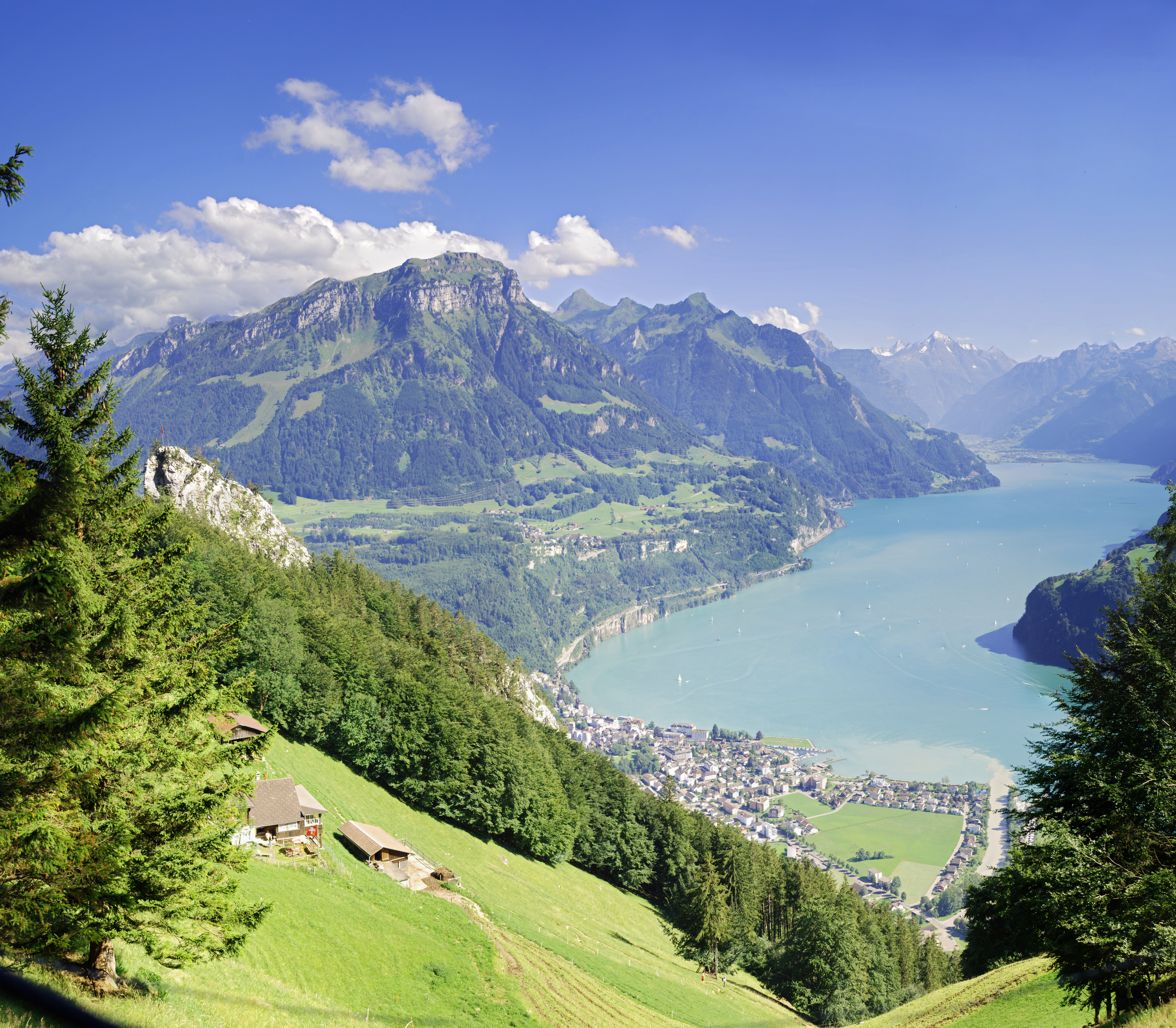
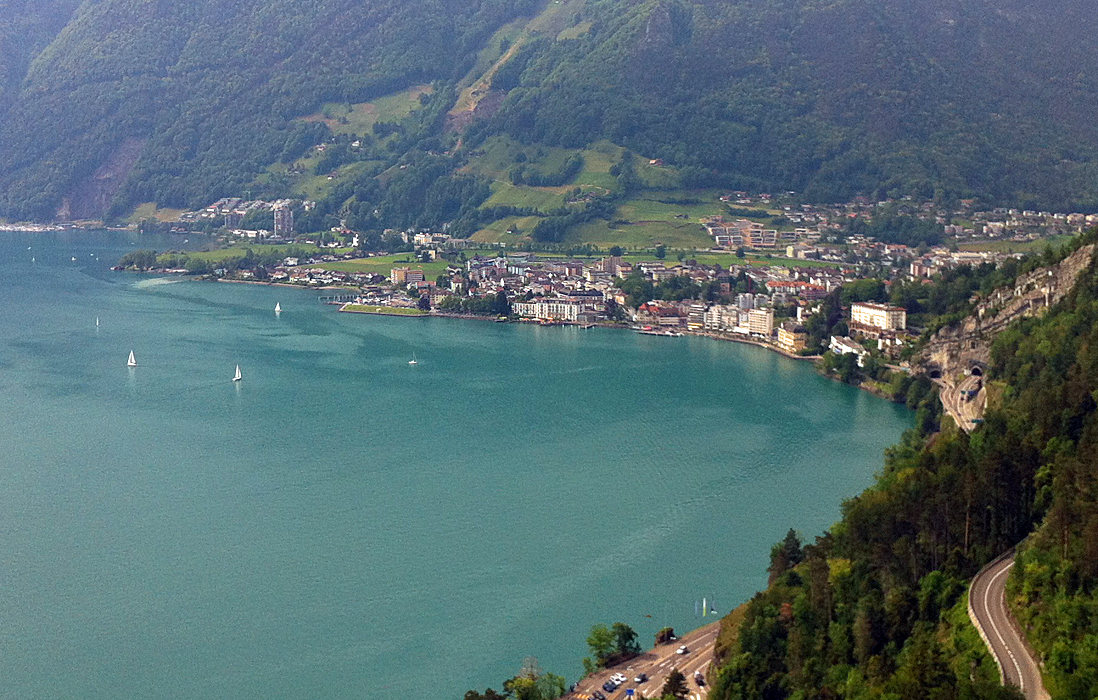
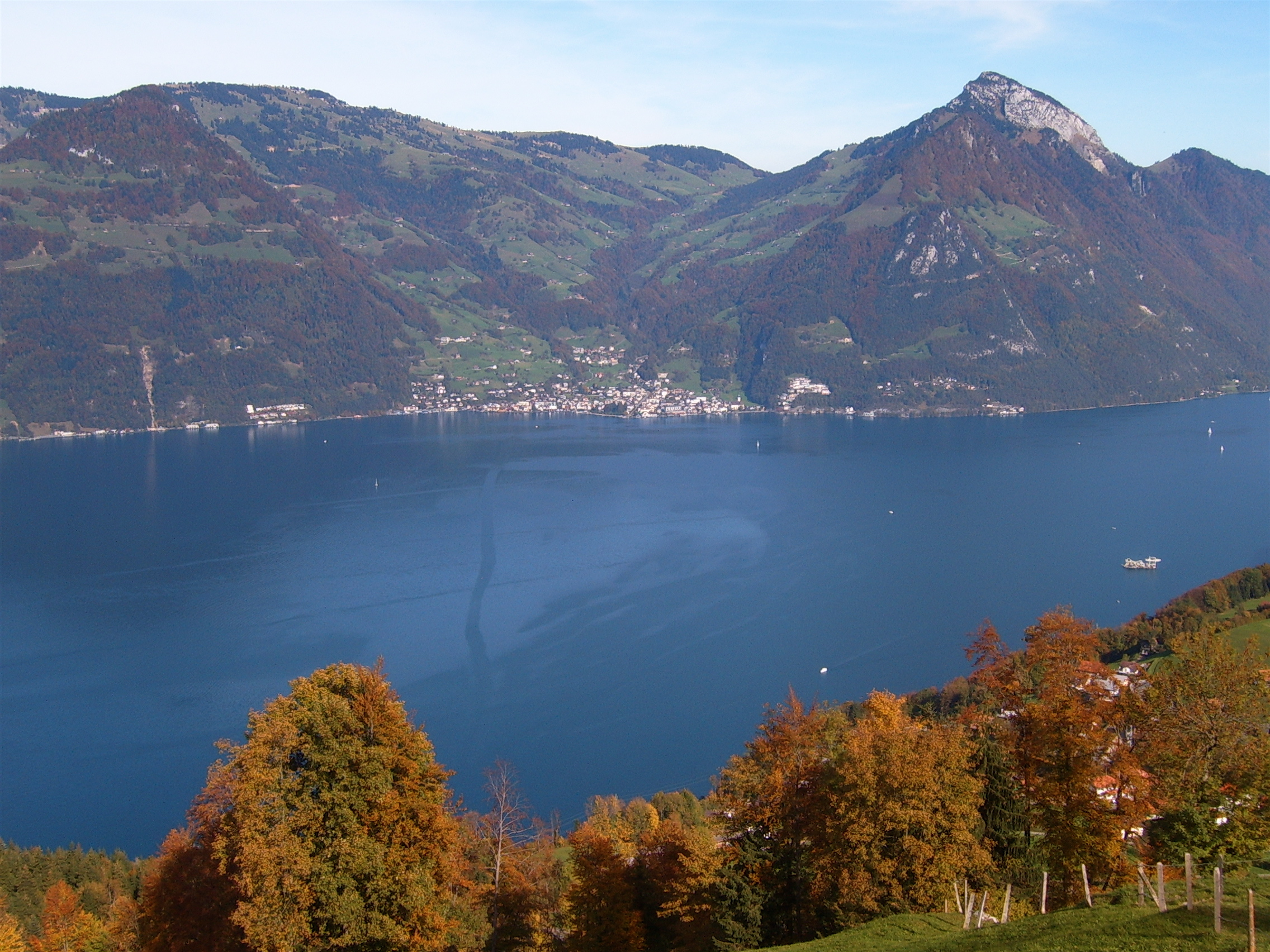
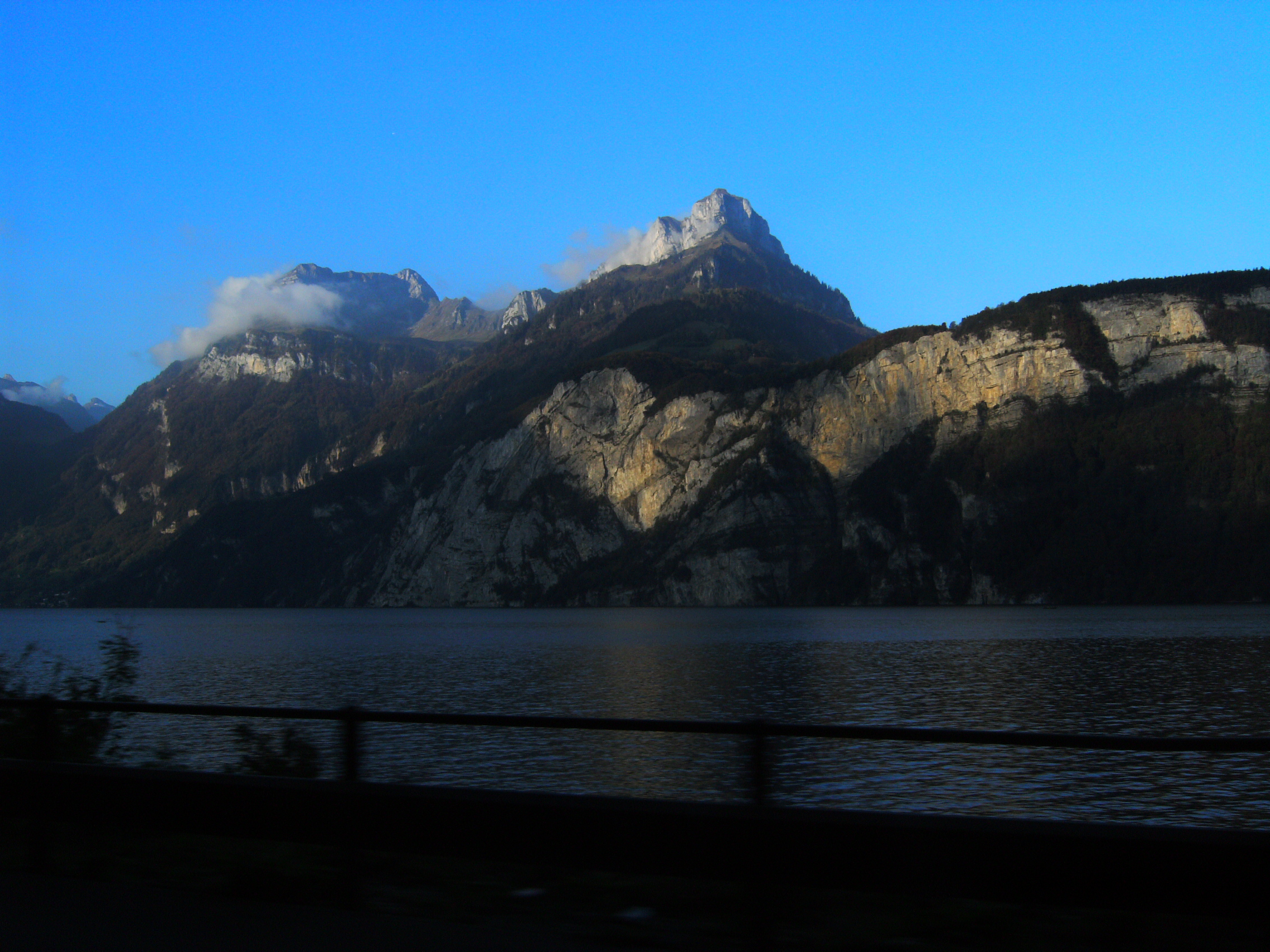
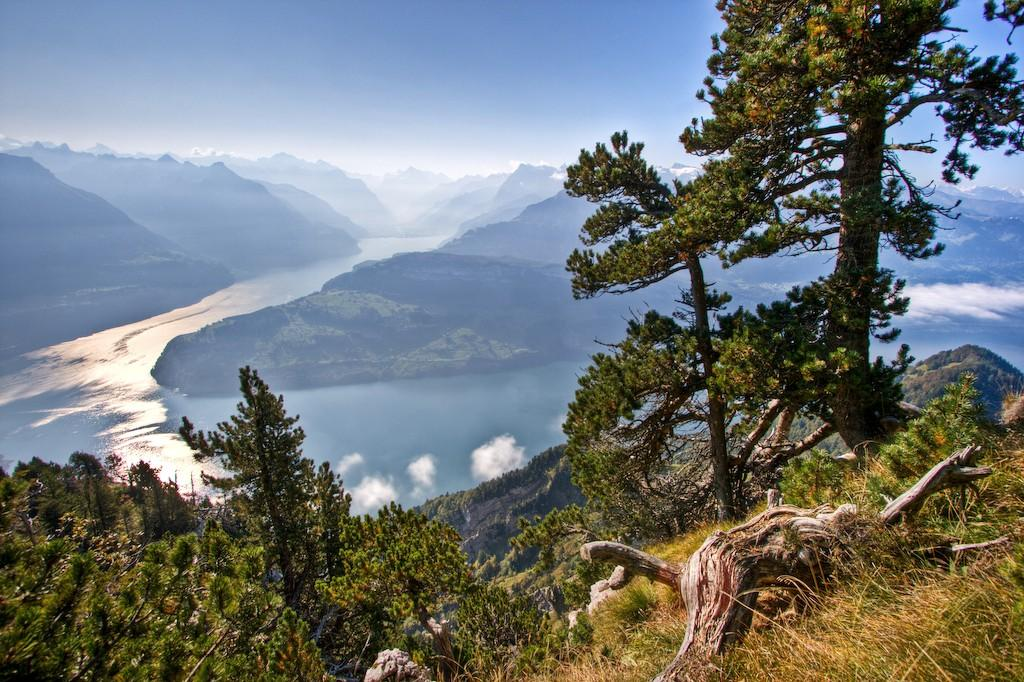
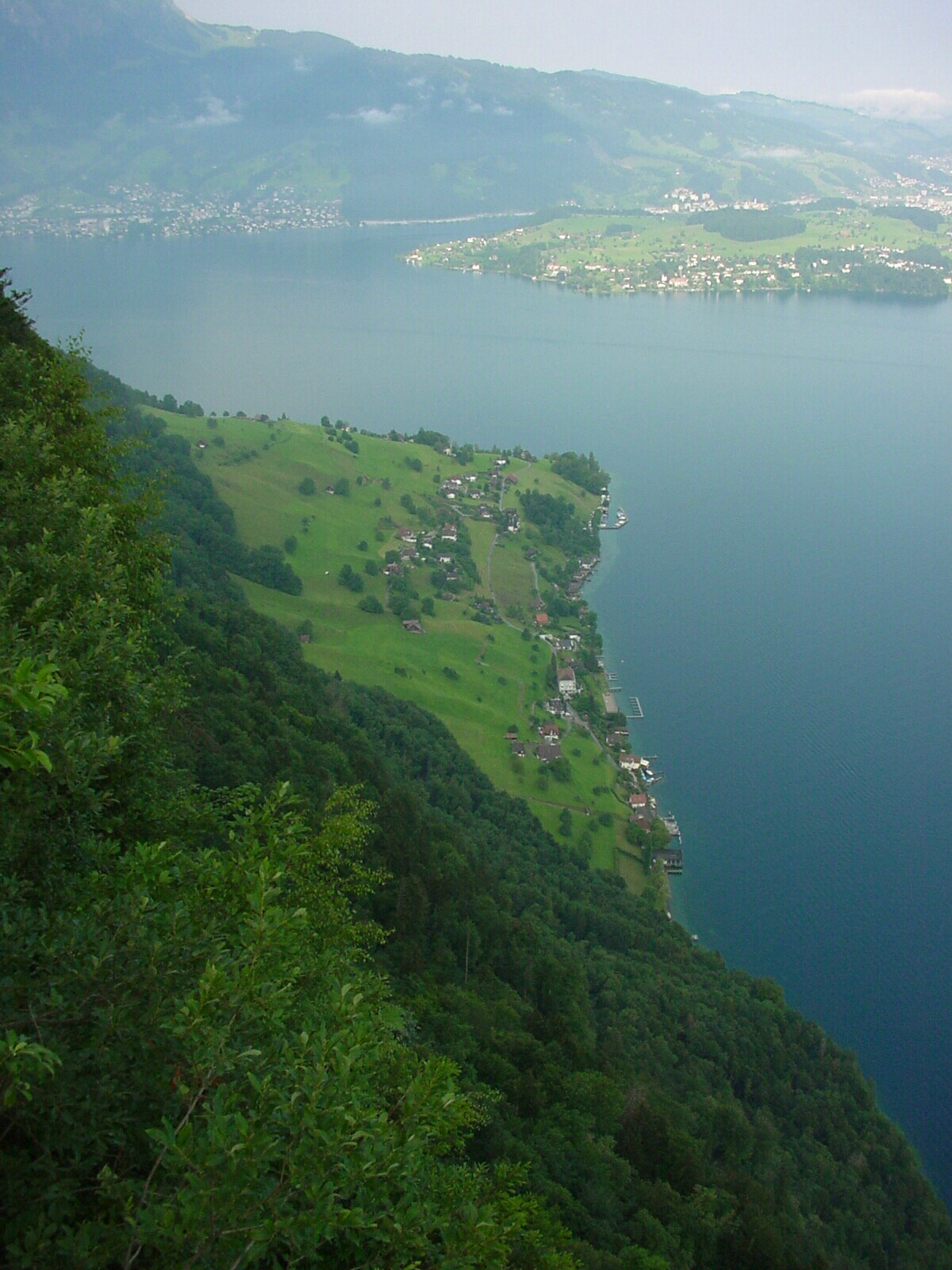